# هیئت باستان‌شناسی فرانسه در افغانستان

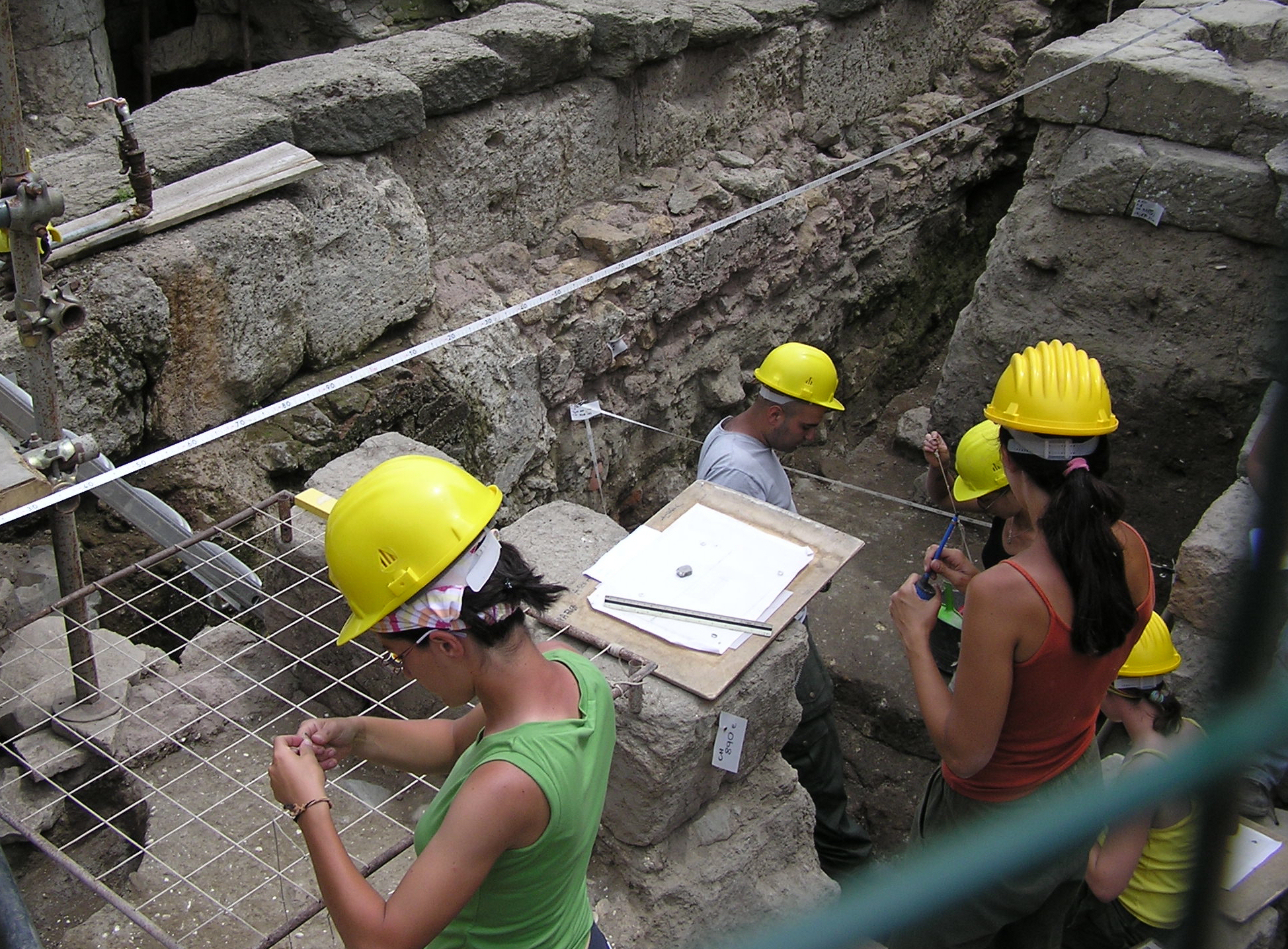

هیأت باستان‌شناسی فرانسه در افغانستان یا به اختصار دافا (به فرانسوی: Délégation Archéologique Française en Afghanistan) (DAFA)، یک مؤسسۀ باستان‌شناسی فرانسوی است که در سال ۱۹۲۲ میلادی به درخواست دولت افغانستان به منظور پیشبرد پژوهش‌های باستان‌شناسی در افغانستان ایجاد شد.
بدنبال یک وقفۀ کاری در زمان جنگ جهانی دوم، فعالیت‌های این مؤسسه بار دیگر در سال‌های ۱۹۴۶ تا ۱۹۴۷ از سرگرفته شد و تا زمان تعطیلی آن از طرف دولت طرفدار شوروی در افغانستان در سال ۱۹۸۲ به فعالیت ادامه داد. در سال ۲۰۰۳ میلادی، براساس توافق با مقامات افغان، وزارت امور خارجه فرانسه تصمیم به بازگشایی و از سرگیری فعالیت‌های مؤسسۀ دافا در افغانستان گرفت.
دافا بیست و هفتمین مؤسسۀ کاوشگری فرانسه در خارج از کشور می‌باشد. همچنان به وسیلهٔ امضای موافقتنامه به تاریخ ۱۶ فبروری سال ۲۰۰۴ در راستای همکاری فرانسه و افغانستان در زمینۀ میراث باستان‌شناسی و معماری، به این بازگشایی عینیت بخشیده شد. دافا امروزه دهها پروژه را در سراسر افغانستان سرپرستی می‌کند: کاوشگری و شرکت در تدارک نقشه باستانشناسی افغانستان، حفریات باستان‌شناسی در باختر، هرات، بامیان، ال‌غته ولایت وردک، مرمت میراث باستانی منقول و غیر منقول (دافا مخصوصاً در مرمت مسجد حاجی پیاده در شمال افغانستان کار می‌کند)، آموزش متخصصین افغان در میراث باستانی، گشایش موزیمی (موزه) در مزار شریف، همکاری با موزیم ملی افغانستان در کابل و غیره. دافا ضمنا کتابخانه‌ای با غنای استثنایی در حدود ۱۰۰۰۰ جلد اثر و ۳۰۰۰ مجله ادواری در مورد باستان‌شناسی و تاریخ منطقه را دارا است.

## روزشمار کاوش‌های دافا
۱۹۲۲ : ایجاد مؤسسه دافا
۱۳۲۵ - ۱۹۲۳ : مطالعات و کاوشها در باختر
۱۹۲۴ : کاوش در پایتاوه
۱۹۲۶ : تفحص و مطالعه ساحات باختر وآغاز نخستین مطالعات وکاوش در ساحه هده
۱۹۲۸ - ۱۹۲۷ : کاوش‌ها در ساحۀ هده 
۱۹۲۹ : کار در بامیان
۱۹۳۳ : کاوش در تپه مرنجان
۱۹۳۴ : کاوش در ساحۀ خیرخانه
۱۹۳۶ : کار در سیستان
۱۹۳۷ - ۱۹۳۶ : کاوش در بگرام
۱۹۳۷ : کاوش‌های ساحه باستانی فندقستان
۱۹۳۷ : کاوش‌های ساحۀ باستانی شترک
۱۹۴۷ : کار در باختر توسط شلومبرژه 
۱۹۵۱ - ۱۹۴۹ : کاوش‌های لشکر بازار
۱۹۵۹ - ۱۹۵۱ : کاوش ساحۀ پیشاتاریخ مُندیگک
۱۹۶۱ - ۱۹۵۲ : کاوش ساحۀ سرخ‌کوتل
۱۹۵۷ : کشف ساحۀ باستانی منار جام
۱۹۵۷ : کار در دره فولادی
۱۹۶۳ : کار در کهنه مسجد
۱۹۶۵ - ۱۹۶۳ : کاوش نیاشگاه بودایی گلدره
۱۹۶۳ : کاوش ساحۀ باستانی شاخ‌تپه
۱۹۶۴ : تفحص و مطالعۀ آی‌خانم
۱۹۷۸ - ۱۹۶۵ : کاوش‌های ساحۀ باستانی آی‌خانم 
۱۹۷۶ - ۱۹۷۴ : تفحص و مطالعۀ دشت آی‌خانم 
۱۹۷۸ - ۱۹۷۶ : تفحص و مطالعۀ تخارستان علیا
۱۹۷۸ - ۱۹۷۶ : کاوش‌های ساحۀ باستانی شورتوغی
۱۹۸۲ : مسدود شدن دافا 
۲۰۰۳ : بازگشایی دافا 
۲۰۰۴ به بعد : کاوش‌ها در باختر
۲۰۰۵ به بعد : کاوشها در ال‌غته 
۲۰۰۵ : کار مشترک هیأت باستان‌شناسی فرانسوی و آلمانی در هرات
۲۰۰۵ به بعد : کار بر روی مسجد حاجی پیاده